# 이효민
이효민(1981년 1월 18일 ~ )은 대한민국의 전직 스타크래프트 프로게이머 및 전직 프로게임단 코치이다. 종족은 저그이며, 아이디는 combi이다.

## 개요
1세대 프로게이머로서 임성춘, 변성철, 김대건, 강도경 선수와 같은 시대에 활동하였으며 당시 임요환의 스파링파트너로 유명했다.
2006년 12월 SK텔레콤 T1의 코치로 임명되었고 2008년 1월 SK텔레콤 T1 코치직을 사임하였다.
2009년 1월 위메이드 폭스의 코치로 선임되었으며 2011년 8월 22일 위메이드 폭스의 해체로 코치직에서 물러났다.
2011년 11월 웅진 스타즈의 코치로 영입되었다. 11-12 시즌 직후 코치직을 사임한 것으로 알려졌다.

## 주요 기록
- 2001년 GGTV 스타워즈 에피소드 1 우승
- 2001년 itv 랭킹전 3위
- 2000년 프리챌배 스타리그 16강
- 2000년 제1회 저그배 선수권대회 우승
- 2000년 코리아 인터넷게임 하계리그 구단3위
- 2000년 코리아 인터넷게임 하계리그 프로게이머랭킹7위
- 2000년 안산 게임페스티발2000대회 우승
- 2000년 안양사랑 문화축제 스타크래프트대회 우승
- 2000년 현대증권 바이코리아 사이버게임대회 준우승
- 1999년 99스포츠서울 월드게임 챔피언십 장려상